# Castanopsis schefferiana
Castanopsis schefferiana är en bokväxtart som beskrevs av Henry Fletcher Hance. Castanopsis schefferiana ingår i släktet Castanopsis och familjen bokväxter. Inga underarter finns listade.